# Attentat de Brighton
L’attentat de Brighton (Brighton hotel bombing) est un attentat à la bombe ayant visé le Grand Hôtel de Brighton en Angleterre le 12 octobre 1984.
Revendiquée par l'Armée républicaine irlandaise provisoire (IRA), la bombe à retardement a été placée par le terroriste Patrick Magee (en) dans l'intention d'assassiner la Première ministre Margaret Thatcher en exercice, ainsi que le Cabinet britannique qui siégeaient tous deux à l'hôtel pour la conférence du Parti conservateur.
La « Dame de fer » et son mari Denis n'échappent que de justesse à l'engin explosif, mais cinq personnes — dont deux députés conservateurs — sont tuées et trente-quatre autres blessées.
Le journaliste David Hughes décrit l'attentat comme « l'attaque la plus audacieuse contre un gouvernement britannique depuis la conspiration des poudres ».

## Contexte

### Les Troubles à la fin des années 1970 et dans les années 1980
Les Problèmes, ou The Troubles en anglais, constituaient le conflit en Irlande du Nord qui a débuté à la fin des années 1960 entre la population majoritaire unioniste et la minorité républicaine. Les unionistes — également connus sous le nom de loyalistes — souhaitaient que l'Irlande du Nord reste au sein du Royaume-Uni ; les républicains irlandais voulaient que l'Irlande du Nord quitte le Royaume-Uni pour rejoindre une Irlande unifiée. Selon le politologue Stephen Kelly, quatre événements ont influencé l'approche et les politiques de Margaret Thatcher, alors chef de l'opposition puis Premier ministre, envers l'Irlande du Nord : l'assassinat d'Airey Neave ; l'assassinat de Lord Mountbatten et l'embuscade de Warrenpoint, qui ont eu lieu le même jour ; et la grève de la faim irlandaise de 1981.
En mars 1979, Neave, secrétaire d'État fantôme pour l'Irlande du Nord, ami et mentor politique de Thatcher, est assassiné par l'Armée nationale de libération irlandaise lors d'un attentat à la voiture piégée au Palais de Westminster.
Le 27 août 1979, moins de quatre mois après l'élection de Thatcher en tant que Premier ministre, Lord Mountbatten est tué par une bombe placée sur son bateau de pêche, au large des côtes de Mullaghmore, dans le comté de Sligo, en République d'Irlande. L'engin avait été posé par l'Armée républicaine irlandaise provisoire (IRA). Le même jour, l'IRA a également tué dix-huit soldats britanniques près de Warrenpoint, avec deux bombes — la plus grande perte en vies humaines subie lors d'un seul incident par l'armée britannique pendant les Troubles.
En mars 1981, Bobby Sands, membre de l'IRA emprisonné à la prison de Maze en Irlande du Nord, a entamé une grève de la faim pour le rétablissement du Statut de Catégorie Spéciale (SCS) pour les prisonniers. Le SCS impliquait de traiter ces prisonniers selon des conditions différentes, plus favorables, avec le statut de prisonniers politiques plutôt que comme des criminels. Cela incluait de ne pas avoir à porter l'uniforme pénitentiaire et de pouvoir s'associer librement avec d'autres prisonniers. Pendant sa grève de la faim, Sands s'est présenté à l'élection partielle de Fermanagh et South Tyrone et l'a remportée. Thatcher est restée inflexible sur la question de l'octroi du Statut de Catégorie Spéciale et a déclaré : "Il ne peut être question de statut politique pour quelqu'un qui purge une peine pour un crime. Un crime est un crime est un crime : ce n'est pas politique, c'est un crime, et il ne peut être question d'accorder un statut politique". Dix hommes sont morts de faim avant que la grève ne prenne fin. Sands fut le premier à mourir, le 5 mai 1981, après 66 jours de jeûne ; sa mort a provoqué des émeutes dans les quartiers républicains d'Irlande du Nord.
En raison des grèves de la faim et des décès de ses participants, Thatcher était détestée par les républicains irlandais. En raison de sa position unioniste ferme et parce qu'ils la considéraient responsable de la mort des grévistes de la faim, la direction de l'IRA a décidé d'essayer de l'assassiner avant la fin des grèves de la faim.

### L'approche de Thatcher concernant l'Irlande du Nord (1979-1984)

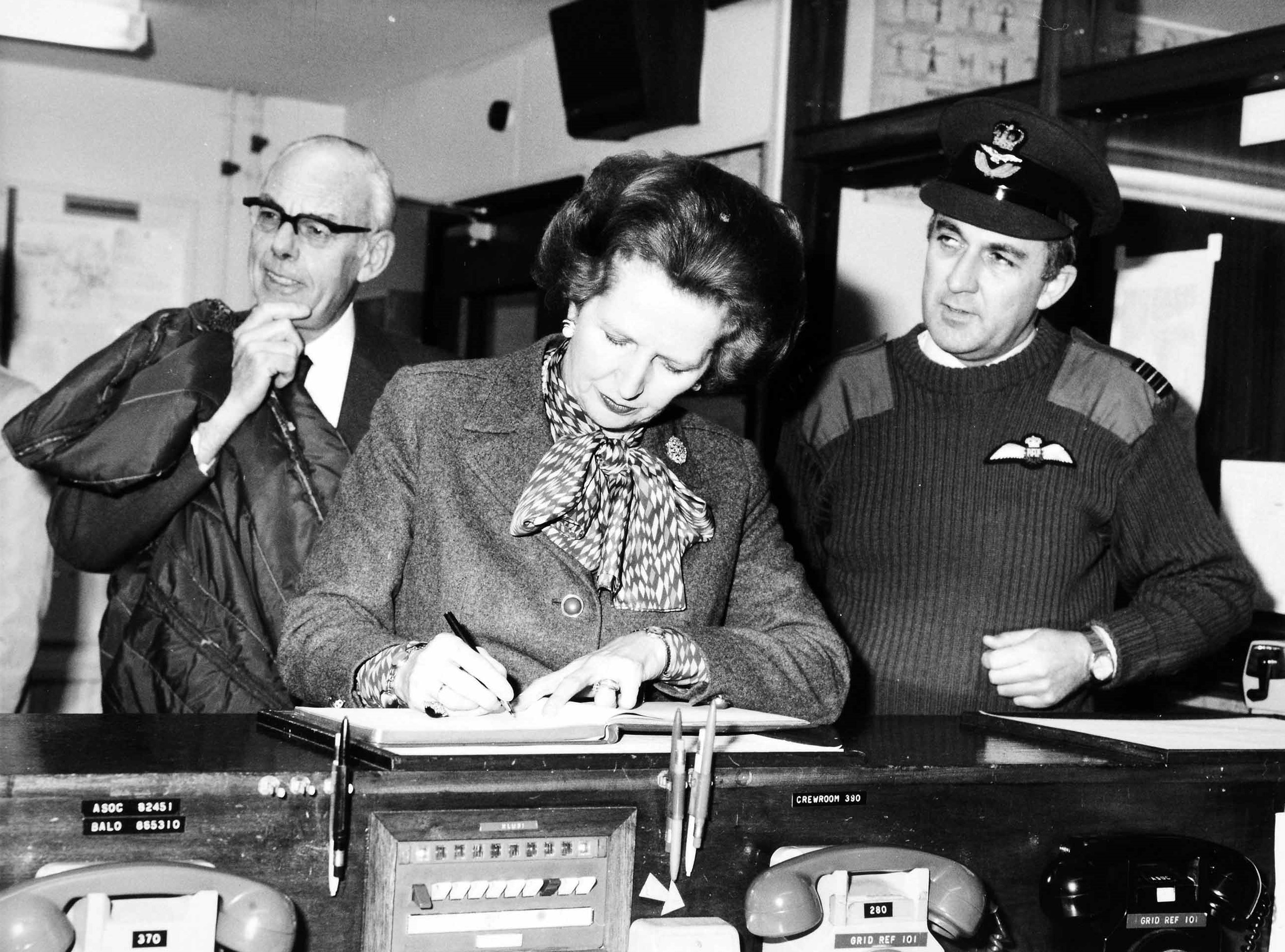
Margaret Thatcher, avec son mari Denis (à gauche), en visite en Irlande du Nord en 1982

La vision de Thatcher sur l'Irlande du Nord provenait d'une position fondamentalement unioniste ; elle souhaitait une victoire militaire sur l'IRA et "l'intégration", c'est-à-dire traiter l'Irlande du Nord comme le reste du Royaume-Uni, plutôt que d'avoir des lois et des processus politiques distincts. Son soutien à l'intégration a cependant été abandonné après la mort de Neave et après son arrivée au pouvoir. Selon Eamonn Kennedy, l'ambassadeur irlandais au Royaume-Uni entre 1978 et 1983, l'assassinat de Neave et la mort des soldats britanniques "ont laissé de profondes cicatrices psychologiques" sur sa vision irlandaise.
Pourtant, la position unioniste de Thatcher était intuitive ; dans son autobiographie, elle écrit : "Mes propres instincts sont profondément unionistes. [...] Mais, après tout, tout conservateur devrait être unioniste jusqu'à la moelle. Notre parti a toujours, tout au long de son histoire, été engagé dans la défense de l'Union." Stephen Kelly considère que "l'attitude de Thatcher envers l'Irlande du Nord était un puissant mélange de politiques réactionnaires et d'indifférence personnelle." Elle a admis son ignorance des nuances de la politique nord-irlandaise et a déclaré dans ses mémoires : "Mais quel homme politique britannique comprendra jamais pleinement l'Irlande du Nord ?"
Selon Kelly, le point central de l'approche intransigeante de Thatcher envers l'Irlande du Nord était la sécurité et la nécessité de vaincre la violence paramilitaire — spécifiquement républicaine. Il y avait cependant une certaine flexibilité dans son approche. Pendant les grèves de la faim, elle a personnellement donné son accord pour des pourparlers secrets avec l'IRA afin d'aboutir à une fin négociée de la grève. En 1980, malgré ses déclarations publiques selon lesquelles la République d'Irlande n'avait pas le droit d'interférer dans la gouvernance britannique de l'Irlande du Nord, elle a rencontré Charles Haughey, le taoiseach (Premier ministre irlandais), pour discuter de leurs relations.

### Patrick Magee

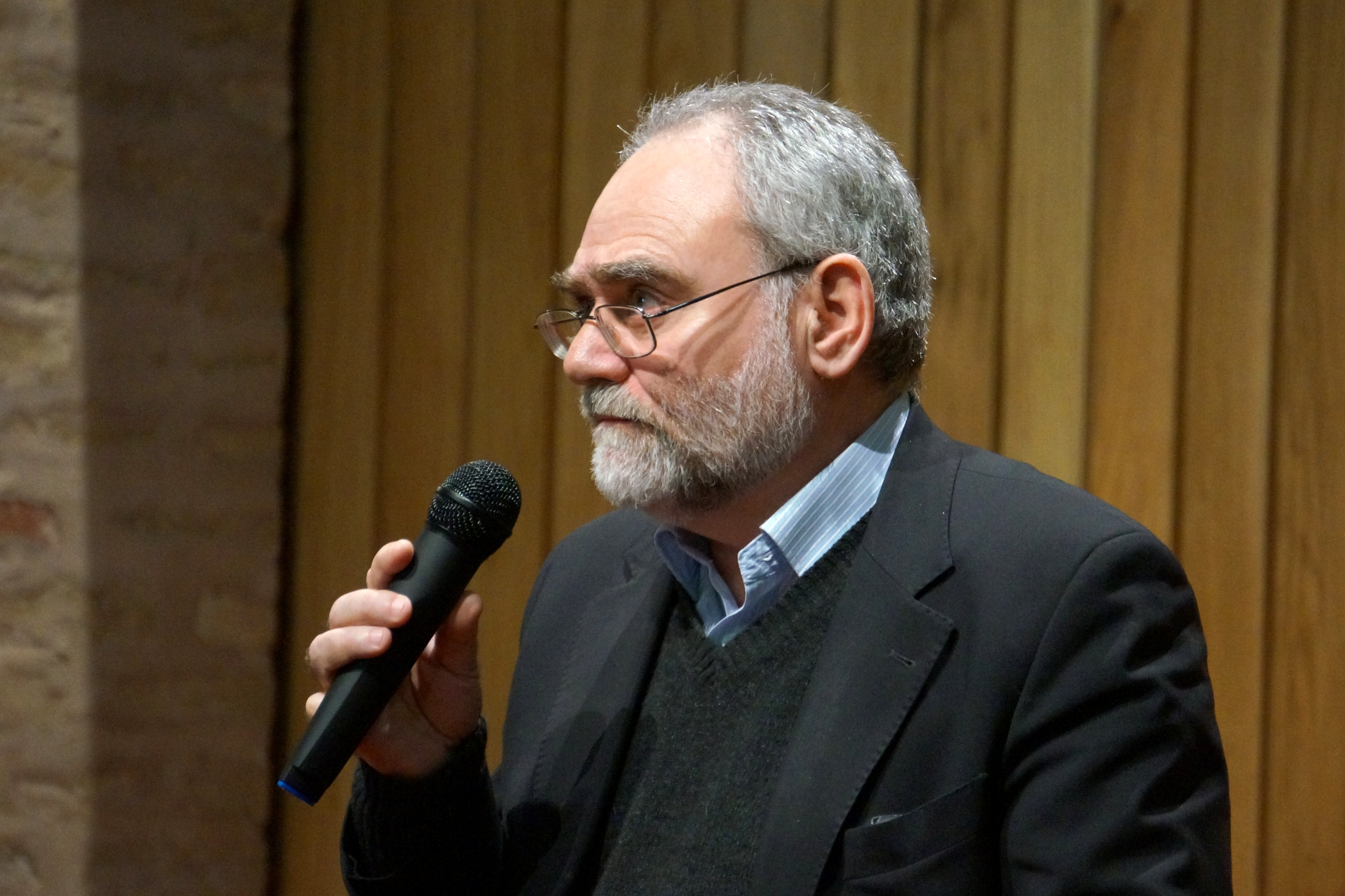
Patrick Magee en 2014

Patrick Magee est né à Belfast en 1951 et a déménagé à Norwich à l'âge de deux ans. En 1971, il retourne à Belfast et rejoint l'IRA en 1972 après avoir fréquenté un shebeen — un club illicite où des boissons alcoolisées étaient vendues sans licence — dans le quartier de Unity Flats à Belfast, qui avait été perquisitionné par des soldats britanniques. Il a été battu et détenu pendant trente-six heures. Rapidement, Magee  est désigné comme l'un des "engineering officers" de l'IRA, terme utilisé par l'organisation pour désigner un fabricant de bombes. Il a été interné (détenu sans procès) à la prison de Long Kesh de juin 1973 à novembre 1975. Au milieu des années 1970, l'IRA a modifié sa structure, passant d'un bataillon à un système basé sur des cellules. Chaque cellule — également appelée unité de service actif (ASU) — comprenait normalement quatre volontaires, dont seul le chef était en contact avec le niveau supérieur. À cette époque, Magee a rejoint le Département Angleterre, l'ASU de l'IRA qui opérait en Angleterre. Il y a été périodiquement actif entre 1978 et 1979, puis en 1983.
En 1983, Magee faisait partie de l'ASU qui prévoyait de bombarder le pub Eagle and Child dans le Lancashire, populaire auprès des soldats car situé à côté de la caserne de Weeton. Son responsable de l'IRA en Angleterre était Raymond O'Connor, qui a loué un appartement pour Magee et un camarade, et a conduit le duo sur les lieux pour un repérage.
Toutefois, O'Connor avait été arrêté par la Special Branch du Lancashire l'année précédente et identifié comme membre de l'IRA ; il avait été recruté par la police comme informateur et transmettait des détails sur la mission de Magee. Magee et son camarade sont cependant devenus suspicieux d'O'Connor, réalisant qu'ils étaient sous surveillance ils décident de retourner à Dublin. Lorsque le duo informe ses supérieurs de l'IRA qu'ils avaient été suivis, on ne les croit pas. Magee a écrit plus tard : "Il y avait à la maison un soupçon que nous avions paniqué. Personne ne pouvait croire que nous avions échappé de justesse à un piège. ... Il semblait que mes jours opérationnels étaient terminés. Je me souviens l'avoir dit à un camarade, qui était d'accord."

## Préparation
Après avoir décidé d'assassiner Thatcher, les agents de renseignement de l'IRA ont commencé à surveiller ses déplacements et ses dispositifs de sécurité. En 1982, deux volontaires de l'IRA se sont rendus à la conférence du Parti conservateur à Brighton, sur la côte sud de la Grande-Bretagne. Magee et un autre membre de l'IRA se sont rendus à Blackpool, sur la côte nord-ouest, où la conférence de 1983 devait avoir lieu. Il a été décidé de faire la tentative en 1984, lorsque la conférence serait de retour à Brighton. Après l'arrestation par la police de deux membres du Département Angleterre — Thomas Quigley et Paul Kavannagh — Magee a été choisi comme artificier.
Le 15 septembre 1984, soit environ quatre semaines avant la conférence du Parti conservateur, Magee s'est inscrit au Grand Hôtel de Brighton sous le pseudonyme de « Roy Walsh ». Il a utilisé le nom du poseur de bombes de l'IRA qui avait été condamné pour son rôle dans l'attentat de l'IRA à Old Bailey en 1973.
Après avoir rempli la carte d'enregistrement de l'hôtel, Magee donne une fausse adresse (27 Braxfield Road, Londres, SE4), déclare qu'il est anglais, omet les détails de son passeport et paie 180 £ pour un séjour de trois nuits. Il demanda et obtint la chambre 629, au sixième étage ; il demanda un étage supérieur car il pensait que c'est là que Thatcher séjournerait, par mesure de sécurité.
Le jour de son arrivée, Magee a déjeuné au restaurant de l'hôtel avec un homme surnommé "Le Pape". L'homme a rendu visite à Magee au cours des trois jours suivants mais n'a pas passé la nuit sur place. Deux femmes coursières de l'IRA ont livré du matériel explosif dans la chambre ; toutefois ni les femmes ni l'autre homme n'ont été identifiés.
Le journaliste Rory Carroll, qui a relaté l'attentat, estime qu'"il est peu probable que plus de quatre personnes aient été impliquées". Selon Magee, la bombe contenait 105 livres (48 kg) de gélignite ; les forces de sécurité ont ensuite déclaré par erreur qu'il s'agissait de 30 livres (14 kg) de Semtex. L'engin était équipé d'une minuterie à long délai, comme celles utilisées dans les magnétoscopes. L'unité de minuterie était alimentée par batterie et une minuterie Memo Park était également incorporée dans le dispositif. Carroll considère que la minuterie faisait probablement partie d'un dispositif anti-manipulation, conçu pour contrer toute interférence d'une équipe de déminage si l'engin était découvert avant la détonation.
Pour masquer l'odeur des explosifs — un arôme caractéristique similaire aux amandes — le dispositif a été enveloppé dans plusieurs couches de plastique. Une fois la bombe réglée, Magee a placé le dispositif dans la baignoire. Lui et ses collègues ont terminé vers 22h00 le 17 septembre, ont commandé une bouteille de vodka et trois bouteilles de Coca-Cola à livrer dans la chambre. Après sa troisième nuit , Magee quitte l'hôtel vers 9h00 le lendemain matin.

## Conférence et explosion (9–12 Octobre 1984)

Illustration du Grand Hôtel, montrant la position de l'explosion et la chute de la cheminée par rapport à l'endroit où se trouvaient le Premier ministre et les membres du cabinet

La conférence a débuté le 9 octobre 1984 et devait durer quatre jours ; le discours de Thatcher était prévu pour le dernier jour. Thatcher séjournait dans la Suite Napoléon de l'hôtel, trois pièces avec vue sur la mer au premier étage. Son personnel a installé un bureau dans des chambres de l'autre côté du couloir. Avant son arrivée, un chien policier et son maître ont fouillé la suite et d'autres chambres au premier étage, mais aucune des chambres des autres étages. La fouille était superficielle ; l'officier n'a passé que trente minutes dans ses appartements. L'officier s'est d'ailleurs rappelé plus tard que des membres du personnel et des assistants entraient et sortaient de la suite pendant qu'il travaillait. Des policiers en uniforme et en civil étaient postés à l'intérieur et à l'extérieur de l'hôtel.
Le soir du 11 octobre, Norman Tebbit, secrétaire d'État au Commerce et à l'Industrie, et son épouse Margaret assistèrent à une réception donnée par Alistair McAlpine, le trésorier du Parti conservateur ; ils partirent vers minuit et retournèrent dans leur chambre. Un bal se tenait dans la salle de bal Top Rank à proximité, que Thatcher a visité pendant 45 minutes revenant à l'hôtel vers 23h45. Dans sa suite, elle a continué à travailler sur son discours pour la conférence. Vers 2h45 elle termine et décide de traiter quelques affaires gouvernementales avec Robin Butler, son secrétaire privé principal, avant d'aller se coucher. Elle est allée aux toilettes et est retournée à son bureau à 2h52.
La bombe a explosé à 2h54 le 12 octobre 1984. Les occupants de la chambre 629, Donald Maclean — le président des Conservateurs écossais — et sa femme Muriel ; étaient au lit à ce moment-là. Cette dernière a été projetée latéralement par le souffle ; tandis que lui a été projeté vers le haut. Dans la chambre voisine, la 628, Lady Shattock, l'épouse de Sir Gordon Shattock, le président de la zone occidentale du Parti Conservateur, se penchait au-dessus de la baignoire ; le mur entre la salle de bain de la 629 et la 628 s'est désintégré, et des fragments de carrelage ont été "propulsés dans son corps comme des balles", selon un expert en explosifs de l'armée. Elle a été décapitée et son corps a été projeté à travers le couloir dans la chambre 638,. Son mari est tombé à travers les étages qui s'effondraient jusqu'au sous-sol, mais a survécu.

La force de l'explosion vers le haut a percé le toit et a délogé l'une des cheminées de l'hôtel ; mesurant onze pieds (3,4 m) de haut, elle pesait cinq tonnes. Elle s'est effondrée, traversant les chambres se terminant par 28. La bombe et la chute de la cheminée ont détruit une grande partie de la façade du bâtiment, créant un trou de trente pieds (9,1 m) de profondeur et quinze pieds (4,6 m) de large. La première chambre détruite par l'effondrement était la 528 où séjournait Eric Taylor, président de la zone Nord-Ouest du Parti conservateur, qui a été tué. La chambre 428 accueillait John Wakeham, le chef de file du parti, dont la femme Roberta a été tuée. Dans la chambre 328, Sir Anthony Berry, le chef de file adjoint, a également été tué. Dans la 228 se trouvaient Norman Tebbit et sa femme Margaret,. Tebbit s'est rappelé plus tard :
Le plafond s'est effondré sur nous puis, dans une grêle de débris, le sol s'est effondré, nous catapultant sous une avalanche de briques, de bois et de plâtre. La force de l'impact était indescriptible — coup après coup alors que les débris s'abattaient sur mon côté gauche. Quelque chose a déchiré mon abdomen avec un coup terrible et j'ai entendu mes entrailles clapoter à l'intérieur de moi. Il y a eu un impact colossal creusant un grand trou dans mon côté, puis j'ai arrêté de tomber — sans savoir où, ni même dans quel sens j'étais, tandis que les débris continuaient de s'abattre."
La chambre de Thatcher était en dessous de celle des Tebbit ; sa salle de bain a été gravement endommagée mais elle, son mari et Robin Butler sont tous sortis indemnes. Selon Carroll, la bombe "ne l'a même pas égratignée. Mais c'était vraiment très proche".